# Metallogorgia melanotrichos
Metallogorgia melanotrichos är en korallart som först beskrevs av Wright och Studer 1889.  Metallogorgia melanotrichos ingår i släktet Metallogorgia och familjen Chrysogorgiidae. Inga underarter finns listade i Catalogue of Life.